# Beatrice Trussardi
Beatrice Trussardi (Milano, 22 novembre 1971) è un'imprenditrice italiana. Dal 1999 ricopre la carica di Presidente della Fondazione Nicola Trussardi.
Dal 2009 è Membro del comitato esecutivo di Aspen Institute Italia e Presidente di Amici di Aspen.

## Biografia

### Vita privata
Sposata con Federico Roveda, è madre di due bambini.

### Formazione ed esperienze negli Stati Uniti
Beatrice Trussardi nasce a Milano nel 1971. Figlia di Nicola Trussardi e Maria Luisa Gavazzeni, è la primogenita di quattro figli. Consegue la Laurea in Art Business & Administration all'università di New York, esperienza che la porta a collaborare con il Museo Guggenheim, il Metropolitan Museum e il Museum of Modern Art. Nel 2007 prende parte al programma Global Leadership and Public Policy for the 21st Century alla John Fitzgerald Kennedy School of Government della Harvard Kennedy University. Rientrata in Italia, si occupa della Fondazione Nicola Trussardi. 

## La Fondazione Nicola Trussardi
Nel 1999 Beatrice Trussardi viene nominata Presidente della Fondazione Nicola Trussardi, creata dal padre nel 1996 per promuovere l’arte contemporanea e la cultura. Nel 2003 l’imprenditrice decide di lasciare la sede espositiva di Palazzo Trussardi alla Scala per sviluppare un nuovo modello itinerante, finalizzato a far riscoprire spazi simbolici e dimenticati della città. Luoghi come Palazzo Litta, Palazzo Dugnani e Palazzo Citterio vengono restaurati per diventare le sedi di grandi mostre e progetti site-specific. Paul McCarthy, Tino Sehgal, Fischli & Weiss, Anri Sala, Pipilotti Rist e Maurizio Cattelan sono solo alcuni dei numerosi artisti presentati dalla Fondazione Nicola Trussardi.

## Il Gruppo Trussardi
Parallelamente all’attività della Fondazione, Beatrice Trussardi ha ricoperto a partire dal 1999 diverse posizioni anche all’interno dell’azienda di famiglia. Nel 2003 diventa Presidente e Amministratore Delegato del Gruppo Trussardi, lasciando nel 2014 la Presidenza alla madre Maria Luisa Trussardi e la carica di Amministratore Delegato al fratello Tomaso. 

## Altri incarichi
Nel corso della sua carriera Beatrice Trussardi è stata chiamata a ricoprire ruoli di grande responsabilità anche all’interno di organismi nazionali e internazionali. Nel 2005 è tra i 237 leader selezionati in 69 diversi Paesi dal Forum economico mondiale per far parte del gruppo Young Global Leader. Nel 2007 è entrata nel Women’s Leadership Board della John F. Kennedy School of Government, organismo nato all’interno dell’Università di Harvard a Cambridge per promuovere l’uguaglianza di genere in campo sociale e politico. Nel 2009 è diventata Presidente di Amici di Aspen, gruppo di Aspen Institute Italia che ha l’obiettivo di analizzare e discutere temi di rilevanza economica, sociale e culturale fondamentali per lo sviluppo. Nel 2012 il Ministero per i Beni e le Attività Culturali la designa membro del Consiglio di Amministrazione del MAXXI - Museo Nazionale delle Arti del XXI Secolo di Roma, riconoscendole le competenze maturate nell’ambito dell’arte contemporanea e del mecenatismo, incarico che mantiene fino alla scadenza naturale del mandato nel dicembre 2017. Nel settembre 2013, su invito del Ministro degli Affari Esteri, è entrata a far parte del Board Internazionale del Comitato Women in Diplomacy, mirato a sensibilizzare l’opinione pubblica italiana e internazionale sui temi chiave di EXPO 2015. Nel 2014 entra a far parte del Consiglio d’Amministrazione del Comitato Fondazioni Italiane Arte Contemporanea. È, inoltre, nel Comitato Esecutivo dell’Associazione Volta e Membro fondatore dell’Advisory Board Global Shapers di Milano. Da gennaio 2018, collabora con YOOX.com, parte del gruppo YOOX NET-A-PORTER GROUP, in qualità di curatrice della sezione Design+Art.. Beatrice Trussardi è inclusa tra i membri dell’Advisory Council di Tent Partnership for Refugees, organizzazione internazionale impegnata nell’affrontare la crisi globale dei rifugiati, coinvolgendo il settore privato nelle politiche di inclusione e integrazione nel mondo del lavoro. Dal 2019 fa parte della Fondazione Italia USA.

## Titoli e riconoscimenti
A Beatrice Trussardi sono stati attribuiti diversi premi e titoli onorifici. In ambito culturale l’attività di promozione e valorizzazione dell’arte contemporanea che porta avanti con la Fondazione le ha portato il Premio ICE - Impresa & Cultura (2003), il Montblanc Arts Patronage Award (2004) e il Premio Piazza Mercanti istituito dalla Camera di Commercio di Milano (2012). In campo imprenditoriale ha vinto due premi di levatura internazionale: il NIAF, National Italian American Foundation (2003) e il Marisa Bellisario (2003), assegnato a donne che si sono distinte nella loro professione in campo manageriale, scientifico, economico e sociale. Nel 2010 il Presidente della Repubblica Italiana la nomina Commendatore dell’Ordine al merito della Repubblica Italiana. Nel 2016 la Fondazione Italia-USA le conferisce il premio America 2016, mentre a maggio 2017 riceve il Premio Tecnovisionarie per l’Innovazione Artistica. Nel 2019 Forbes Italia l’ha inserita tra le 100 donne italiane di successo da cui prendere ispirazione.